# Чанкветадзе, Нинель Нодаровна
Нинель Нодаровна Чанкветадзе (род. 24 октября 1957, Тбилиси) — советская грузинская актриса. Заслуженная артистка Грузинской ССР (1990).

## Биография
Родилась в 1957 году в Тбилиси.
В 1979 году окончила актёрский факультет Тбилисского театрального института им. Шота Руставели.
С 1979 года актриса тбилисского Театра киноактёра при киностудии киностудии «Грузия-фильм» под руководством Михаила Туманишвили.
Четырежды лауреат ежегодной премии Грузинского театрального общества за лучшую женскую роль (1979, 1980, 1982, 1994).
В 1990 году присвоено звание Заслуженной артисти Грузинской ССР.

## Избранная фильмография
- 1980 — Твой сын, Земля — актриса
- 1981 — Дом Бернарды Альбы — Адель, дочь Альбы
- 1981 — Три дня знойного лета — Тамарико
- 1982 — Кукарача — Инга
- 1982 — Примите вызов, сеньоры! — Ортензия
- 1982 — Молодыми остались навсегда — эпизод
- 1983 — Волшебная ночь — Иалтамзе
- 1984 — Проделки Скапена — Зербинетта
- 1987 — Робинзонада, или Мой английский дедушка — Анна Ниорадзе
- 1987 — Браво, Альбер Лолиш! — Бетти Зандукели
- 1989 — Одинокий охотник — Хатуна